# 管花忍冬
管花忍冬（学名：Lonicera tubuliflora）是忍冬科忍冬属的植物，是中国的特有植物。分布于中国大陆的四川等地，生长于海拔2,150米至3,100米的地区，多生长于山坡灌丛中，目前尚未由人工引种栽培。